# Francesc Bonastre i Bertran
Francesc Bonastre i Bertran (* 20. April 1944 in Montblanc; † 20. September 2017 in Barcelona) war ein katalanischer Musikwissenschaftler, Musikpädagoge und Komponist.

## Leben und Werk
Francesc Bonastre begann seine musikalische Ausbildung ab seinem sechsten Lebensjahr an der Escolania de Santa Maria de Montblanc bei dem Priester und Organisten Ramon Boqueras. Von 1956 bis 1962 studierte er am Seminari Pontifici de Tarragona („Päpstliches Seminar von Tarragona“) bei dem Organisten Francesc Tàpies Klavier, Orgel und Harmonielehre. 1962 ging er zu Romanistikstudien an die Universität Barcelona. 1967 schloss er dieses Studium bei Martí de Riquer ab und promovierte 1970 bei Riqueur mit der Arbeit La verbeta a Catalunya durant els segles XI-XVI (Tropen in den Responsorien in Katalonien vom 11. bis zum 16. Jahrhundert). Gleichzeitig bildete er sich bei Musikwissenschaftlern wie Higini Anglès und Josep Maria Llorens (Musikabteilung der Biblioteca de Catalunya) fort. Für die Zeit von 1969 bis 1972 erhielt er ein Stipendium für musikwissenschaftliche Forschungsstudien am Instituto Español de Musicología des CSIC bei Miquel Querol. Seine Arbeit über die Verbeta von 1970 wurde 1976 mit dem Premio Nacional de Musicologia, dem nationalen Musikwissenschaftspreis Spaniens ausgezeichnet.
Bonastre arbeitete zunächst mehrere Jahre als wissenschaftlicher Mitarbeiter an der Universität Barcelona. 1986 wurde er zum Professor für Musikwissenschaft an die Universitat Autònoma de Barcelona berufen. 1979 wurde er Direktor des Institut d’Investigacions Musicològiques Josep Ricart i Matas („Institut für musikwissenschaftliche Forschungen Josep Ricart i Matas“) an dieser Universität.
Seine Hauptforschungsgebiete waren die katalanische Barockmusik und die monodischen Musikformen des Mittelalters. Er gab die beiden ältesten Oratorien der Iberischen Halbinsel, die Historia de Joseph (1986, „Die Geschichte Josephs“) und Aquí de la fe (1986, „Aus dem Glauben“, Abraham opfert seinen Sohn Isaak), beides Werke des Komponisten Lluís Vicenç Gargallo (~1636–1682), sowie die älteste erhaltene spanische Oper Celos aun del ayre matan von Pedro Calderón de la Barca (1999) in kritischen Ausgaben neu heraus.
Francesc Bonastre komponierte selbst mehr als fünfzig Werke. Davon genannt seien hier das symphonische Gedicht für Cobla Sant Ramon de Penyafort (1964), für das Bonastre mit dem Joaquim Serra Preis ausgezeichnet wurde, die Kantaten Joglaresques (1967) und Cançons d'estudiant (1970) sowie das Oratorium Canticum Trium Puerorum (1981–82).

## Veröffentlichungen von Francesc Bonastre (Auswahl)
- Música y parámetros de especulación (1977).
- Felip Pedrell. Acotaciones a una idea (1977).
- De l’organologia musical i els seus aspectes crítics (1980).
- Kritische Ausgaben von Werken der Komponisten Lluís Vicenç Gargallo, Francesc Soler und Bernat Bertran.